# Kishiwada
Kishiwada (岸和田市 -shi) é uma cidade japonesa localizada na província de Osaka.
Em 2003 a cidade tinha uma população estimada em 201 962 habitantes e uma densidade populacional de 2 809,32 h/km². Tem uma área total de 71,89 km².
Recebeu o estatuto de cidade a 1 de Novembro de 1922.